# تامر بيومي
تامر بيومي (ولد في 12 أبريل 1982) هو لاعب تايكواندو مصري نجح في تحقيق الميدالية البرونزية في التايكواندو في وزن 58 كغم في أولمبياد أثينا 2004 بعد تغلبه على اللاعب الإسباني خوان راموس . كما حقق برونزية وزن الذبابة في بطولة العالم للتايكواندو في بكين عام 2007 .

## روابط خارجية
- تامر بيومي على موقع TaekwondoData.com (الإنجليزية)
- تامر بيومي على موقع اللجنة الأولمبية الدولية (الإنجليزية)
- تامر بيومي على موقع أوليمبيديا (الإنجليزية)